# Asia Rugby Women's Championship 2017
El Asia Rugby Women's Championship de 2017 fue la decima edición del torneo femenino de rugby.
El torneo fue clasificatorio para la Copa Mundial Femenina de Rugby de 2017, entregando un cupo directo al campeón y un boleto al repechaje intercontinental al subcampeón.
El ganador del torneo fue la selección de Japón, quienes obtuvieron el tercer título en la competición.

## Equipos participantes
- Selección femenina de rugby de Hong Kong
- Selección femenina de rugby de Japón

## Desarrollo
| Pos. | Equipo    | Encuentros | Encuentros | Encuentros | Encuentros | Tantos  | Tantos    | Tantos     | Puntos Bonus | Puntos Totales |
| Pos. | Equipo    | jugados    | ganados    | empatados  | perdidos   | a favor | en contra | diferencia | Puntos Bonus | Puntos Totales |
| ---- | --------- | ---------- | ---------- | ---------- | ---------- | ------- | --------- | ---------- | ------------ | -------------- |
| 1    | Japón     | 2          | 2          | 0          | 0          | 118     | 19        | + 99       | 2            | 10             |
| 2    | Hong Kong | 2          | 0          | 0          | 2          | 19      | 118       | - 99       | 0            | 0              |

### Partidos
| 8 de julio | Japón | 58 - 0 | Hong Kong |  |  |

| 15 de julio | Hong Kong | 19 - 60 | Japón |  |  |

| Bandera de Japón |
| Campeón Japón    |
| Tercer título    |